# Selvas del Río de Oro
Selvas del Río de Oro är en ort i Argentina.   Den ligger i provinsen Chaco, i den nordöstra delen av landet, 900 km norr om huvudstaden Buenos Aires. Selvas del Río de Oro ligger 65 meter över havet och antalet invånare är 606.
Terrängen runt Selvas del Río de Oro är mycket platt. Trakten är glest befolkad. Närmaste större samhälle är La Eduvigis, 11,8 km sydväst om Selvas del Río de Oro.